# Siderastrea savignyana
Siderastrea savignyana es una especie de coral marino descrito por primera vez por Milne Edwards y Jules Haime en 1850. Siderastrea savignyana pertenece al género Siderastrea, y a la familia de Siderastreidae. La UICN clasifica a la especie como de menor preocupación. 

## Distribución
Esta especie de coral se encuentra entre el océano Índico, el sur del océano Pacífico y las costas de Mozambique, Madagascar, Seychelles así como África oriental.